# Shi Zhihao
Shi Zhihao (chinesisch 施之皓, Pinyin Shī Zhīhào; * 26. September 1959 in Shanghai) ist ein chinesischer Tischtennisspieler und -funktionär. 1981 wurde er Weltmeister im Teamwettbewerb.

## Werdegang
Shi Zhihao nahm an den Weltmeisterschaften 1979 und 1981 teil. 1981 kam er im Einzel bis ins Viertelfinale, mit der chinesischen Mannschaft wurde er Weltmeister. Drei Medaillen gewann er bei den Asienmeisterschaften 1980. Gold holte er im Einzel und mit dem Team, das Endspiel erreichte er im Doppel mit Cai Zhenhua.
In der ITTF-Weltrangliste belegte Shi Zhihao im Juni 1981 Platz sieben.
1984 beendete er seine Karriere als Leistungssportler. Von 1987 bis 1996 hielt er sich als Spielertrainer in Deutschland auf. Danach arbeitete er in China als Trainer. Als Co-Trainer trainierte er ab 1998 die Damennationalmannschaft und ab 2000 die Herren, um 2005 den Damen-Cheftrainer Lu Yuansheng abzulösen. 2012 beendete er diese Arbeit und wurde 2013 Dekan der im Jahre 2010 neu geschaffenen chinesischen Tischtennis-Akademie an der Sportuniversität Shanghai.

## Zeit in Deutschland
1987 kam Shi Zhihao nach Deutschland und schloss sich dem Bundesligaverein TTC Zugbrücke Grenzau an. Mit dessen Herrenmannschaft gewann er 1988 den Europapokal der Landesmeister. Zwei Jahre später wechselte er in die Regionalliga zu Post SV Augsburg. Von 1992 bis 1996 arbeitete er als Trainer bei Werder Bremen. Danach kehrte er nach China zurück.

## Funktionär
2013 wurde Shi Zhihao zum Vizepräsidenten des Weltverbandes ITTF gewählt.

## Privat
Shi Zhihao ist verheiratet mit der Tischtennisspielerin Cao Yanhua. Mit ihr hat er einen Sohn. Derzeit lebt er in Peking.

## Turnierergebnisse
| Verband | Veranstaltung           | Jahr | Ort          | Land | Einzel        | Doppel       | Mixed     | Team |
| ------- | ----------------------- | ---- | ------------ | ---- | ------------- | ------------ | --------- | ---- |
| CHN     | Asienmeisterschaft ATTU | 1980 | Calcutta     | IND  | Gold          | Silber       |           | 1    |
| CHN     | Weltmeisterschaft       | 1981 | Novi Sad     | YUG  | Viertelfinale | letzte 32    | letzte 32 | 1    |
| CHN     | Weltmeisterschaft       | 1979 | Pyongyang    | PRK  | letzte 16     | keine Teiln. | letzte 64 |      |
| CHN     | World Cup               | 1981 | Kuala Lumpur | MAS  | 4             |              |           |      |